# 曲阜西路
曲阜西路是中華人民共和國上海市靜安區一條東西走向沥青道路，分為兩段。東段道路东起西藏北路，西至国庆路，中与晋元路相交。西段西至光復路，東至烏鎮路。道路全长570米，宽20.5米，其中车行道宽2.8米至13.1米。道路於1914年至1915年間修筑。道路原名库伦路，1947年道路因為东接曲阜路所以更名曲阜西路。